# Piast Iłowa
Piast Iłowa – polski klub piłkarski z siedzibą w Iłowej, założony w 1946 roku. W sezonie 2025/2026 występuje w rozgrywkach IV ligi, gr. lubuskiej.

## Historia klubu
Klub został założony w 1946 r., początkowo pod nazwą „Unia”, a od wiosny 1961 r. pod zmienioną nazwą Międzyzakładowy Ludowy Klub Sportowy „Piast”. Największe sukcesy klub święcił w czasach gry w III lidze, kiedy był jednym z najlepszych klubów w byłym województwie zielonogórskim. Ostatni raz Piast występował w III lidze w sezonie 1996/97. W 2005 r. klub zbankrutował, a w jego miejsce powstał zupełnie nowy klub – Vitrosilicon Iłowa, który w 2013 roku zmienił nazwę na Klub Piłkarski Piast powracając tym samym do tradycji.
Wychowankiem klubu jest m.in. Łukasz Garguła, reprezentant Polski. W Piaście w sezonie 1982/1983 (za kadencji trenera Romualda Szukiełowicza) grał Zbigniew Mandziejewicz, który święcił później sukcesy ze Śląskiem Wrocław i Legią Warszawa.

## Sukcesy
- 6. miejsce w III lidze – 1991/1992
- II runda Pucharu Polski – 1983/1984
- Puchar Polski OZPN Zielona Góra – 1982/1983

## Występy w III lidze
- 1982/83 – III liga, grupa: I (wielkopolska) – 9. miejsce
- 1983/84 – III liga, grupa: I (wielkopolska) – 11. miejsce
- 1990/91 – III liga, grupa: wrocławska – 13. miejsce
- 1991/92 – III liga, grupa: wrocławska – 6. miejsce
- 1992/93 – III liga, grupa: wrocławska – 7. miejsce
- 1993/94 – III liga, grupa: wrocławska – 8. miejsce
- 1994/95 – III liga, grupa: wrocławska – 17. miejsce
- 1996/97 – III liga, grupa: wrocławska – 16. miejsce